# Контский, Антоний

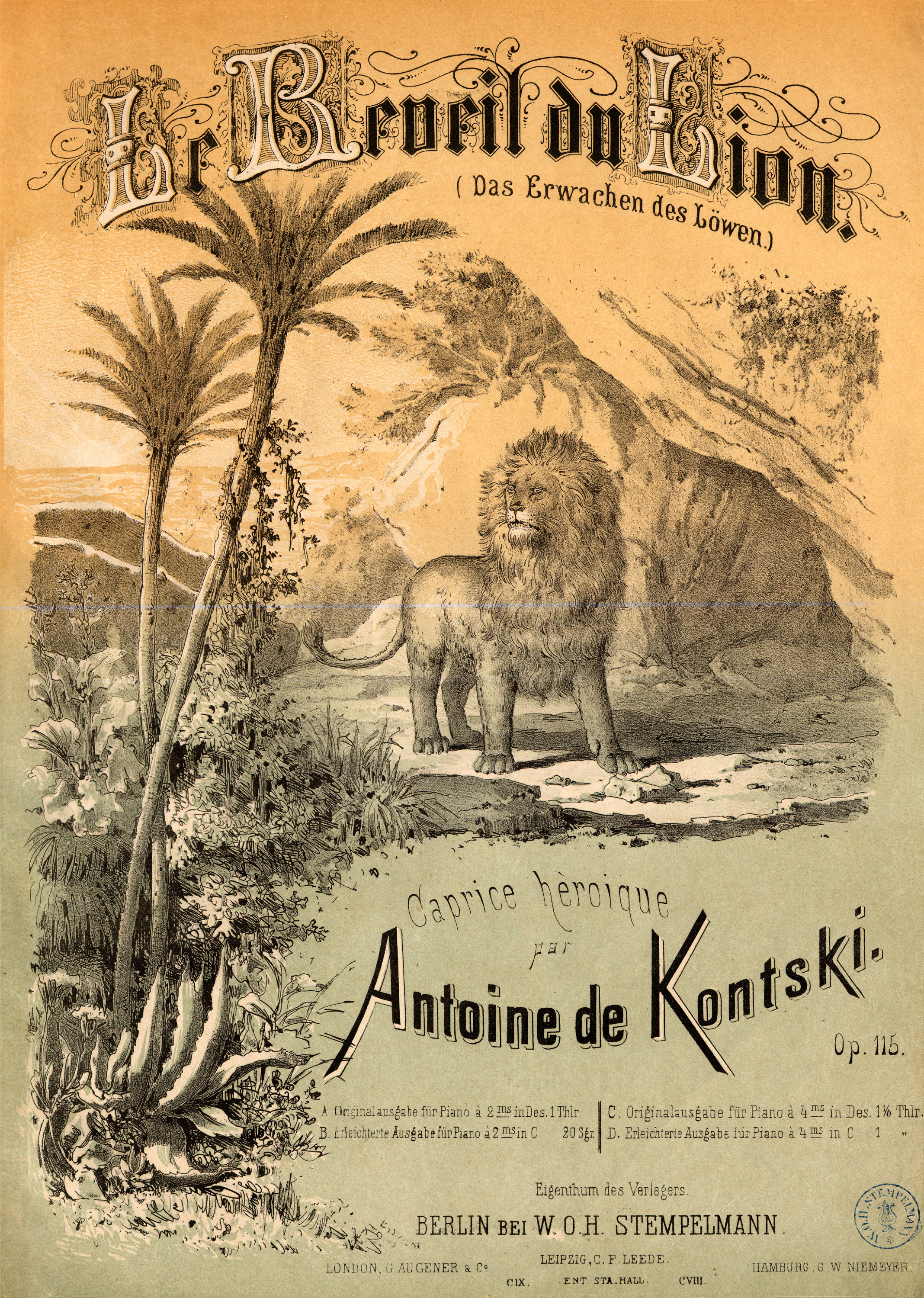
Обложка музыкального произведения «Пробуждение льва» А. Контского. 1848 г.

Антоний (Антон Григорьевич) Контский (известный также как Антуан де Контски; пол. Antoni Kątski; 27 октября 1817, Краков — 7 декабря 1899, с. Иваничи (ныне Волынская обл., Украина) — польский пианист и композитор, музыкальный педагог.

## Биография
Родился в семье столичных польских музыкантов. Сын скрипача и композитора Гжегожа (Григория) Контского. Его братья Аполлинарий и Станислав стали скрипачами и композиторами, брат Кароль — пианистом.
Учился у отца, шестилетним мальчиком уже выступил на концертах в Кракове (был избран членом местного филармонического общества). Концертировал затем в Варшаве, где воспитывался, с 1829 года, со всей семьей, жил в Риге, Дерпте и Санкт-Петербурге.
В 1829—1832 гг. учился игре на фортепиано у Джона Фильда в Москве, а затем — в Венской консерватории. В 1836 году переехал в Париж, где жил долгое время, занял видное положение в музыкальном мире и издал «Методу фортепианной игры». В 1845 года вместе с Шопеном выступал в Парижском салоне Чарторыйских.
В 1849 году А. Контский совершил концертное турне по Испании, выступая в Мадриде и Севилье (в том числе в королевском дворе) и Португалии (Лиссабон), где, по желанию короля, разработал проект реорганизации консерватории, за что был награждён Орденом Непорочного зачатия Девы Марии Вилла-Викозской.
В 1851—1852 гг. — по Германии, Австрии и Греции. В 1851—1853 годах остался в Берлине, как учитель игры на фортепиано у прусской принцессы Людвики и в качестве придворного пианиста.
В 1853—1867 гг. жил в Санкт-Петербурге в качестве преподавателя, выступая в то же время в концертах. Из Петербурга отправился в Лондон, где прожил 16 лет, занимаясь музыкальной педагогикой и сочинением музыки, затем в 1883 г. отправился в Нью-Йорк. Работал профессором консерватории в Гранд-Рапидс.
В конце жизни А. Контский совершил концертное турне. Через Америку, Австралию, Новую Зеландию, Индию, Сиам, Китай, Японию, Сибирь и Дальний Восток прибыл в Европейскую часть России, где будучи уже 82-летним стариком выступал в концертах как в провинции, так и в столицах, приблизительно с тем же репертуаром, как и ранее.
Был награждён рядом медалей и орденов, пожалованных ему коронованными особами Европы.

## Творчество
Первые работы композитора Taniec polski i anglez и Taniec polski i mazur были опубликованы в Варшаве в 1825 году.
Основу его репертуара составляли блестящие салонные пьесы лучшего стиля и некоторые приближающиеся к ним по характеру пьесы классиков; тем же салонным характером отличалось исполнение им, а также его композиций (более 400 пьес для фортепиано; первая относится к 1825 г.), из которых наибольшей известностью пользовалась «Reveil du lion» («Пробуждение льва», 1848). Успеху этой бравурной в старинном духе пьесы способствовали ещё и приписываемые ей политические намеки.
Кроме того, он автор оперы («Marcello» , 1880) и трёх оперетт: «Les Deux Distraits» (по произведению А. фон Коцебу, 1872 г.), «Anastasie» (1882) и «Le Sultan de Zanzibar» (1885).